# Jake Guentzel
Jake Allen Guentzel (ur. 8 października 1994 w Omaha, Nebraska) – amerykański hokeista grający na pozycji napastnika w drużynie Tampa Bay Lightning w National Hockey League (NHL).

## Kariera
Wychowywał się i dorastał w Woodbury. Przed występami w klubie Uniwersytetu Nebraski, Omaha – Omaha Mavericks, spędził dwa sezony w rozgrywkach stanowych szkół wyższych w stanie Minnesota w drużynie Hill-Murray School z Maplewood i jeden w lidze juniorskiej hokeja na lodzie w Stanach Zjednoczonych – reprezentując Sioux City Musketeers.

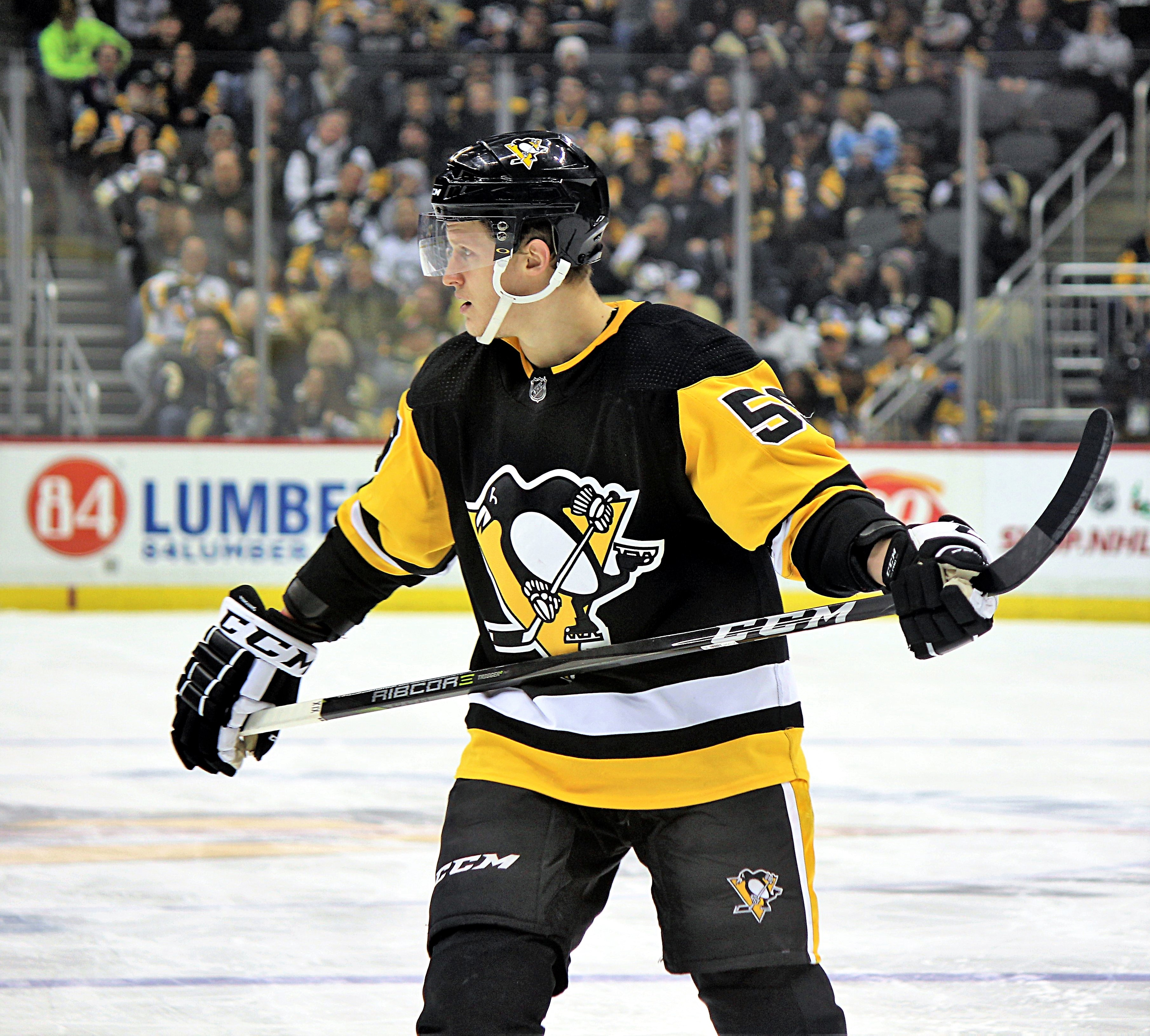
W barwach Pittsburgh Penguins w debiutanckim sezonie 2017–18. W drużynie z Pittsburgha występował przez kolejnych 8 sezonów

Po skończeniu wieku juniora – w sezonie 2015–16, podpisał w maju 2016 roku 3-letni kontrakt z drużyną NHL – Pittsburgh Penguins.
21 listopada 2016 roku zadebiutował w rozgrywkach NHL w przegranym 5:2 meczu Penguins z New York Rangers strzelając dwa gole przy oddaniu zaledwie dwóch strzałów na bramkę.
17 kwietnia 2017 roku skompletował hat-tricka wliczając w to zwycięskiego gola w dogrywce zapewniającego zwycięstwo Penguins 4:5 w 3. meczu pierwszej rundy fazy play-off przeciwko Columbus Blue Jackets. Stał się tym samym pierwszym w historii klubu debiutantem oraz drugim w historii rozgrywek NHL, który zdobył 3 gole w meczu na tym etapie rozgrywek.
18 kwietnia 2018 roku zdobył 4 gole w szóstym spotkaniu pierwszej rundy fazy play-off z Philadelphia Flyers, zostając trzecim zawodnikiem w historii Penguins, po Mario Lemieux w 1989 i Kevinie Stevensie w 1991, który zdobył 4 gole w jednym spotkaniu fazy play-off.
W trakcie sezonu 2023–24 został sprzedany wraz z Kanadyjczykiem Ty Smithem przez drużynę z Pittsburgha do Caroliny Hurricanes, w zamian za czterech zawodników Hurricanes oraz możliwość dwóch warunkowych wyborów przez Penguins w drafcie NHL 2024. Swojego pierwszego gola dla drużyny Hurricanes strzelił 17 marca 2024 roku w meczu z Ottawa Senators.
Przed sezonem 2024–25 ponownie zmienił klub przechodząc do drużyny z Tampy, w zamian za wybór w 3. rundzie draftu w 2025 roku. Z drużyną „Błyskawic” zawarł siedmioletni kontrakt o wartości 63 milionów dolarów.

## Życie prywatne

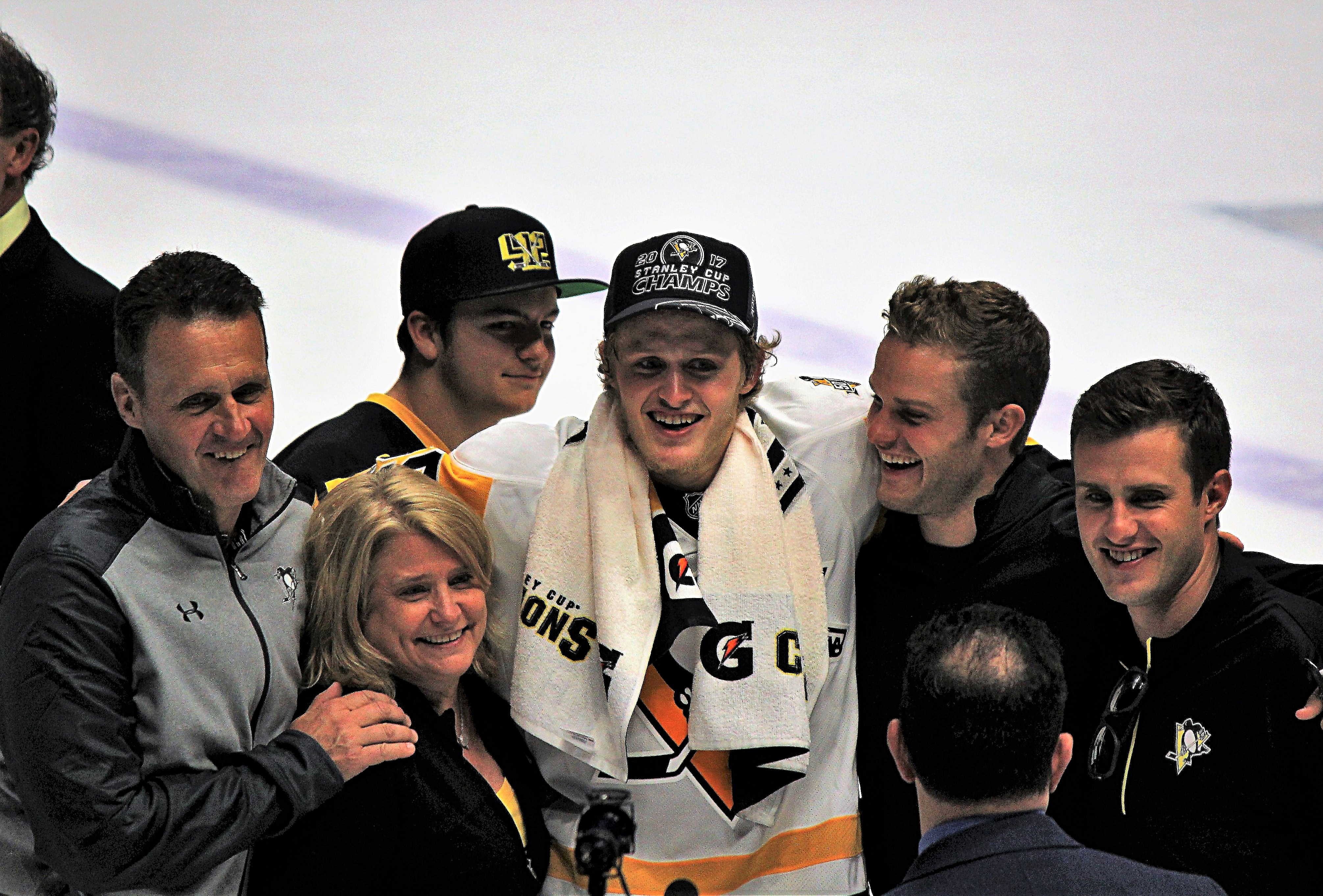
Z rodziną po zdobyciu Pucharu Stanleya w sezonie 2016–17

Pochodzi z hokejowej rodziny. Ojciec Mike Guentzel był zawodnikiem drużyny Uniwersytetu Minnesoty – Minnesota Golden Gophers, w której był również asystentem trenera.
Ma także dwóch starszych braci. Ryan Guentzel występował w rozgrywkach niemieckiej ligi regionalnej w drużynie EHC Klostersee oraz duńskiej superlidze reprezentując Aalborg Pirates, natomiast Gabe Guentzel w sezonach 2016–18 w rozgrywkach niemieckiej Deutsche Eishockey Liga (DEL) w klubie Augsburger Panther.
30 lipca 2021 roku poślubił swoją długoletnią dziewczynę Natalie Johnson.

## Statystyki

### Sezon zasadniczy i faza play-off
| 2010–11   | Hill-Murray School             | USHS      | 25  | 15  | 28  | 43  | 10  | 3  | 4  | 2  | 6  | 4  |
| 2011–12   | Hill-Murray School             | USHS      | 31  | 23  | 52  | 75  | 16  | 3  | 1  | 4  | 5  | 0  |
| 2012–13   | Sioux City Musketeers          | USHL      | 60  | 29  | 44  | 73  | 24  | –  | –  | –  | –  | –  |
| 2013–14   | Omaha Mavericks                | NCHC      | 37  | 7   | 27  | 34  | 16  | –  | –  | –  | –  | –  |
| 2014–15   | Omaha Mavericks                | NCHC      | 36  | 14  | 25  | 39  | 34  | –  | –  | –  | –  | –  |
| 2015–16   | Omaha Mavericks                | NCHC      | 35  | 19  | 27  | 46  | 20  | –  | –  | –  | –  | –  |
| 2015–16   | Wilkes-Barre/Scranton Penguins | AHL       | 11  | 2   | 4   | 6   | 0   | 10 | 5  | 9  | 14 | 0  |
| 2016–17   | Wilkes-Barre/Scranton Penguins | AHL       | 33  | 21  | 21  | 42  | 12  | –  | –  | –  | –  | –  |
| 2016–17   | Pittsburgh Penguins            | NHL       | 40  | 16  | 17  | 33  | 10  | 25 | 13 | 8  | 21 | 10 |
| 2017–18   | Pittsburgh Penguins            | NHL       | 82  | 22  | 26  | 48  | 42  | 12 | 10 | 11 | 21 | 8  |
| 2018–19   | Pittsburgh Penguins            | NHL       | 82  | 40  | 36  | 76  | 26  | 4  | 1  | 0  | 1  | 0  |
| 2019–20   | Pittsburgh Penguins            | NHL       | 39  | 20  | 23  | 43  | 14  | 4  | 1  | 2  | 3  | 0  |
| 2020–21   | Pittsburgh Penguins            | NHL       | 56  | 23  | 34  | 57  | 28  | 6  | 1  | 1  | 2  | 6  |
| 2021–22   | Pittsburgh Penguins            | NHL       | 76  | 40  | 44  | 84  | 44  | 7  | 8  | 2  | 10 | 2  |
| 2022–23   | Pittsburgh Penguins            | NHL       | 78  | 36  | 37  | 73  | 46  | –  | –  | –  | –  | –  |
| 2023–24   | Pittsburgh Penguins            | NHL       | 50  | 22  | 30  | 52  | 14  | –  | –  | –  | –  | –  |
| 2023–24   | Carolina Hurricanes            | NHL       | 17  | 8   | 17  | 25  | 8   | 11 | 4  | 5  | 9  | 16 |
| 2024–25   | Tampa Bay Lightning            | NHL       | 80  | 41  | 39  | 80  | 24  | 5  | 3  | 3  | 6  | 6  |
| NHL razem | NHL razem                      | NHL razem | 600 | 268 | 303 | 571 | 256 | 74 | 41 | 32 | 73 | 48 |

## Osiągnięcia i nagrody indywidualne

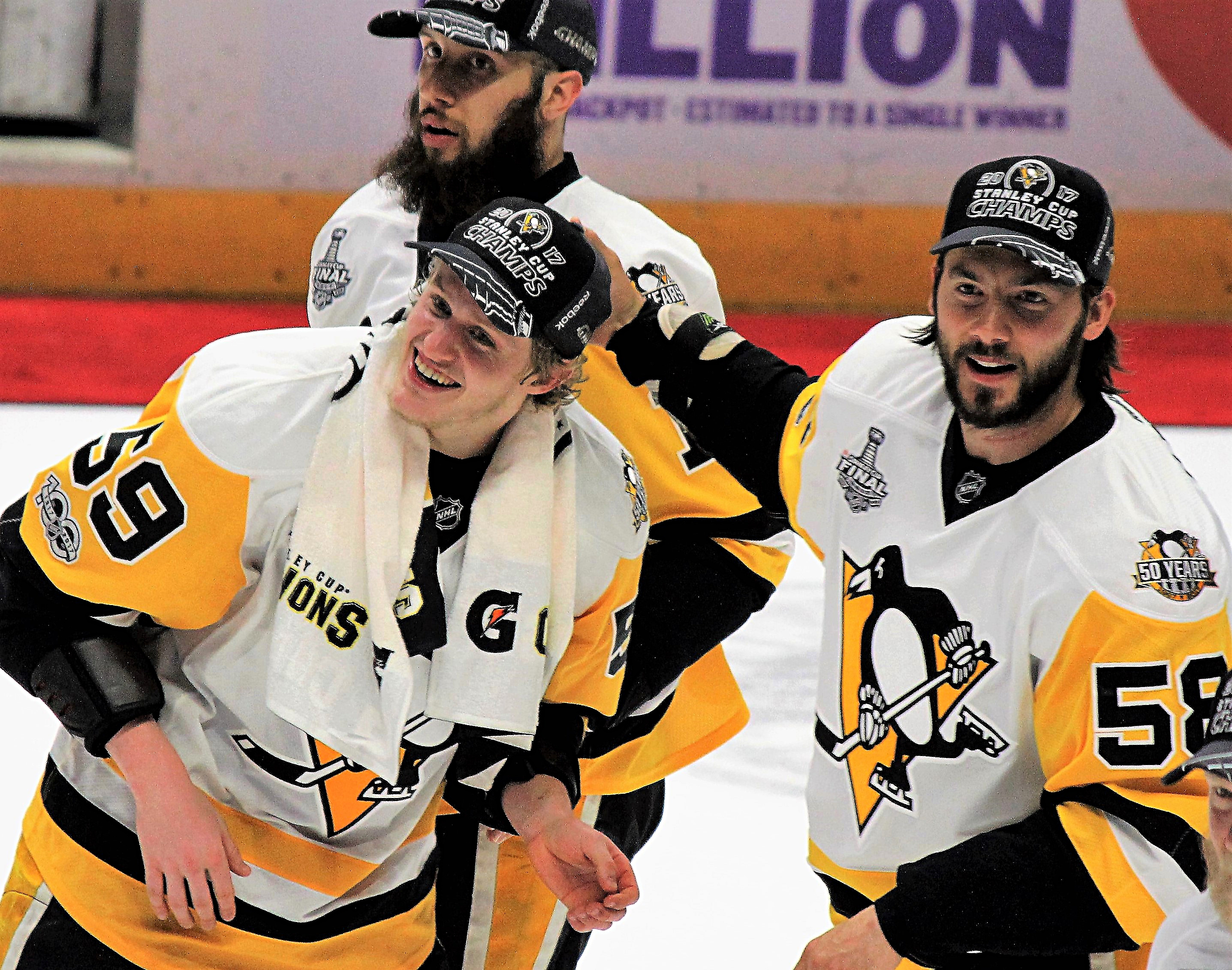
Z Krisem Letangiem świętujący zdobycie Pucharu Stanleya z Pittsburgh Penguins w sezonie 2016–17

| Pierwszy skład debiutantów | 2013 |
| Najlepszy debiutant        | 2013 |
| Drugi skład gwiazd         | 2013 |

| Pierwszy skład debiutantów | 2014 |

| Pierwszy skład debiutantów | 2017 |
| Uczestnik meczu gwiazd     | 2017 |

| Puchar Stanleya        | 2017       |
| Trofeum Księcia Walii  | 2017       |
| Uczestnik meczu gwiazd | 2020, 2022 |